# Apanteles baldufi
Apanteles baldufi är en stekelart som beskrevs av Muesebeck 1968. Apanteles baldufi ingår i släktet Apanteles och familjen bracksteklar. Inga underarter finns listade i Catalogue of Life.